# Milan Blažeković
Milan Blažeković (Zagreb, 6 de juliol de 1940 – 30 de maig de 2019) va ser un animador croat.
Blažeković va començar la seva carrera a l'estudi de Zagreb Film amb curtmetratges com Ples gorilla (1968), Vergl (1969), Jabuka (1969), Circulos vitiosus (1969), ! (1969), NO 412-676 (1969), Ikar (1969), Largo (1970), Čovjek koji je morao pjevati (1970.), Ribe (1970), Stolica (1970), Kišobran (1971), Bazen (1971), Kolekcionar (1971), Overture 2012 (Conquilla de plata al millor curtmetratge al Festival Internacional de Cinema de Sant Sebastià 1976),Palčić (1980), Guernica Croatica (1991), The Man Who Had to Sing (octubre de 1971) i Man: The Polluter (8 d'agost de 1973) (l'últim pel National Film Board of Canada. En anys posteriors, va dirigir tres pel·lícules infantils amb la unitat d'animació de Croatia Film: Čudesna šuma (19 de juny de 1986), Čarobnjakov šešir (1 de gener de 1990) i Čudnovate zgode šegrta Hlapića (23 d'octubre de 1997).
Cap al 2000, Blažeković va acabar la seva col·laboració amb Croatia Film i va tornar a Zagreb Film per treballar en un quart llargmetratge d'animació Priče iz davnine, que inicialment estava prevista la seva estrena pel Nadal del 2003.
Blažeković va participar en dos projectes del 2011: un era Ježeva kućica, com a director i dissenyador d'art), i una adaptació del llibre bosnià de Veselin Gatalo, Ja sam pas… i zovem se Salvatore.